# Association africaine de baseball et softball
L'Association africaine de baseball et softball (African Baseball & Softball Association ou ABSA) est la fédération continentale gérant le baseball et le softball en Afrique. Elle est reconnue par la Confédération internationale de baseball et softball (WBSC).

## Histoire
L'ABSA est créé le 8 juin 1990 à Lagos au Nigeria par l'Angola, le Botswana, le Ghana, le Lesotho, la Namibie, le Nigeria, la Sierra Leone, la Zambie et le Zimbabwe. Le premier président élu et le zimbabwéen Malcolm Burne.
Le premier congrès est organisé en 1992 à Harare au Zimbabwe. Des suivants auront lieu au Cap et Johannesburg en Afrique du Sud, à nouveau Harare et enfin à Lagos au Nigeria en 1996 où un nouveau comité directeur est élu. Le nigérian Ishola Williams prend la tête de l'ABSA et nomme des responsables de développement par zone sur le continent.
1992 marque aussi l'année du premier Championnat d'Afrique où participent l'Afrique du Sud, le Zimbabwe, le Nigeria et la Zambie. D'autres se tiendront en 1993 au Cap en Afrique du Sud, en 1995 à Harare au Zimbabwe et en 2001 à Kampala en Ouganda.
Le baseball fait aussi son apparition aux Jeux africains en 1999 et en 2003. L'Afrique du Sud remporte les deux éditions.
En 2006, lors du septième congrès de la Fédération à Nairobi au Kenya, I. Williams est réélu pour un nouveau mandat.
Le tunisien Sabeur Jlajla succède à Ishola Williams en mai 2014 lors du Congrès tenu à Hammamet en marge de celui de la Confédération internationale de baseball et softball.

## Nations membres
| - Afrique du Sud - Burkina Faso - Cameroun - Côte d'Ivoire - Ghana - Kenya - Lesotho - Liberia - Mali | - Maroc - Namibie - Nigeria - Ouganda - Togo - Tunisie - Zambie - Zimbabwe |

## Classement mondial
L'Afrique du Sud est la seule équipe classée au Classement mondial de l'IBAF. Elle occupe la 29e place à l'issue de l'année 2014.
| Rang ABSA | Rang IBAF | Équipe  | Points |
| --------- | --------- | ------- | ------ |
| 2         | 102       | tunisie | 10.00  |